# 아이슬란드 축구 협회

아이슬란드 축구 협회 (KSÍ)(아이슬란드어: Knattspyrnusamband Íslands; K.S.I.)는 아이슬란드의 축구 협회이다. 1947년 3월 26일에 조직되었고, 같은 해에 FIFA에 가입했으며, UEFA에는 1954년에 들어갔다. 아이슬란드 축구 리그 (우르발스데일드)와 남자, 여자대표팀을 조직했다. 레이캬비크를 본부로 두고 있다.